# Wolfsburg-Unkeroda
Wolfsburg-Unkeroda là một đô thị trong huyện Wartburg ở bang Thüringen, Đức. Đô thị này có diện tích 9,04 km².